# Орден Вітчизни (Казахстан)
О́рден Вітчи́зни (каз. Отан ордені) — одна з вищих нагород Республіки Казахстан. Орден засновано у 1993 році. Розробником дизайну нагороди був казахський художник Лев Метлін.
Орденом Вітчизни нагороджуються громадяни за особливі заслуги:
- у державній та громадській діяльності;
- у розвитку економіки, соціальної сфери, науки та культури;
- у державній, правоохоронній та військовій службі, розвитку демократії і соціального прогресу.

Про нагородження громадян, удостоєних ордена Вітчизни проводиться запис у Книзі Слави Республіки Казахстан, заснованої Урядом Республіки Казахстан.

## Орденська монета
У 2007 році Національний банк Республіки Казахстан випустив у обіг колекційні пам'ятні монети номіналом «50 тенге» із зображенням знака ордена Вітчизни.

## Поштова марка
У 1997 році Пошта Казахстану надрукувала поштову марку вартістю 30 тенге із зображенням ордена Вітчизни.